# دانيال بورتون
دانيال بورتون (بالإنجليزية: Daniel P. Burton)‏ هو دراج أمريكي، ولد في 4 ديسمبر 1963 في كورفاليس في الولايات المتحدة.